# Jan Andersson i Malsta by
Jan Andersson (i riksdagen kallad Andersson i Malsta by), född 26 februari 1797 i Malsta socken, död 22 november 1853 i Malsta socken, var en svensk riksdagsman i bondeståndet.
Andersson företrädde Närdinghundra, Lyhundra och Sjuhundra härader samt Frötuna och Länna skeppslag av Stockholms län. Andersson anmäldes ha avlidit vid riksdagen.